# Zene tíz húrra és egy dobosra
Zene tíz húrra és egy dobosra (węg. Muzyka na dziesięć strun i perkusistę) – siódmy album studyjny zespołu Skorpió, wydany w 1981 roku na MC i LP.

## Lista utworów
1. „Elindulunk” – 3:27
2. „De jó lenne haver” – 5:32
3. „A vén koldus” – 4:06
4. „Énekeld” – 4:44
5. „A folyóparton ülve” – 3:04
6. „Tizenöt éves srác” – 5:30
7. „Hej, hej, de olcsó” – 4:14
8. „Ha ember lettem” – 4:03

## Skład zespołu
- Károly Frenreisz – śpiew, gitara basowa, saksofon
- Tibor Tátrai – gitara
- Tamás Papp – perkusja, śpiew